# Asen Karaslavov
Asen Karaslavov est un footballeur bulgare, né le 8 juin 1980 à Assénovgrad en Bulgarie. Il évolue comme stoppeur.

## Palmarès
- SpVgg Greuther Fürth
  - Champion de 2.Bundesliga en 2012.